# The Morning Show
The Morning Show is een Amerikaanse dramaserie. De reeks ging op 1 november 2019 in première op streamingdienst Apple TV+. De hoofdrollen worden vertolkt door Jennifer Aniston, Reese Witherspoon, Billy Crudup en Steve Carell.

## Verhaal
Alex Levy is de nieuwspresentatrice van The Morning Show, een populair ochtendprogramma dat in Manhattan wordt opgenomen en uitgezonden door het televisienetwerk UBA. Nadat haar medepresentator, Mitch Kessler, vanwege seksueel grensoverschrijdend gedrag is ontslagen, komt zowel het programma als Levy's eigen carrière onder druk te staan. Ze raakt verwikkeld in een strijd met verslaggeefster Bradley Jackson, wier impulsieve beslissingen tot een nieuwe vorm van televisiejournalistiek leiden.
In het tweede seizoen probeert de CEO van het televisienetwerk Alex te overtuigen om terug te keren terwijl de coronapandemie stilaan de Verenigde Staten volledig in zijn greep krijgt en Bradley af te rekenen krijgt met een identiteitscrisis.

## Rolverdeling
| Acteur/actrice     | Personage                    |
| ------------------ | ---------------------------- |
| Jennifer Aniston   | Alex Levy                    |
| Reese Witherspoon  | Bradley Jackson              |
| Steve Carell       | Mitch Kessler                |
| Billy Crudup       | Cory Ellison                 |
| Mark Duplass       | Charlie "Chip" Black         |
| Gugu Mbatha-Raw    | Hannah Shoenfeld (seizoen 1) |
| Néstor Carbonell   | Yanko Flores                 |
| Karen Pittman      | Mia Jordan                   |
| Bel Powley         | Claire Conway                |
| Desean Terry       | Daniel Henderson             |
| Jack Davenport     | Jason Craig (seizoen 1)      |
| Greta Lee          | Stella Bak (seizoen 2)       |
| Ruairi O'Connor    | Ty Fitzgerald (seizoen 2)    |
| Julianna Margulies | Laura Peterson (seizoen 2)   |

## Productie
In 2013 schreef journalist Brian Stelter met Top of the Morning: Inside the Cutthroat World of Morning TV een non-fictieboek over de harde wereld van Amerikaanse ochtendshows. Stelter ging in het boek dieper in op onder meer het controversieel ontslag van journaliste Ann Curry, die in 2011 Meredith Vieira opvolgde als co-presentatrice van The Today Show, maar een jaar later al de laan werd uitgestuurd door NBC.
De rechten op het boek werden verkocht aan producent Michael Ellenberg, die nadien actrices Jennifer Aniston en Reese Witherspoon wist te overtuigen om het boek om te vormen tot een televisieserie. Zowel Aniston als Witherspoon werd in dienst genomen als hoofdrolspeelster en uitvoerend producente.
In 2016 werd het idee voor de serie voorgesteld aan Apple en een jaar later, in november 2017, gaf Apple groen licht voor twee seizoenen van elk tien afleveringen. Jay Carson en Kerry Ehrin werden ingeschakeld om de reeks te ontwikkelen. In oktober 2018 werd de cast uitgebreid met onder meer Steve Carell, Gugu Mbatha-Raw, Billy Crudup, Néstor Carbonell en Mark Duplass.
De eerste scripts werden geschreven nog voor de opmars van MeToo, de beweging die er vanaf 2017 voor zorgde dat er in de Amerikaanse film- en televisie-industrie verscheidene schandalen en zaken van seksueel grensoverschrijdend gedrag aan het licht kwamen. Zowel Matt Lauer, presentator van de The Today Show, als Charlie Rose, presentator van CBS This Morning, werd in november 2017 ontslagen na beschuldigingen van ongewenste intimiteiten. Om op deze gebeurtenissen in te spelen, werden de scripts herschreven.
De opnames voor het eerste seizoen gingen eind oktober 2018 van start in de James Oviatt Building in Los Angeles en eindigden in mei 2019 in New York, waar er gefilmd werd in onder meer Bryant Park. In februari 2020 gingen de opnames voor het tweede seizoen van start. Na enkele weken werd de productie vanwege de coronapandemie opgeschort. De opnames werden hervat van oktober 2020 tot mei 2021.
In juni 2022 raakte bekend dat de serie een derde seizoen krijgt.

## Release
De eerste drie afleveringen van de serie gingen op 1 november 2019 in première op streamingdienst Apple TV+. In Australië werd de naam van de serie veranderd in Morning Wars om het programma te onderscheiden van het gelijknamig, Australisch ochtendprogramma van Seven Network.

## Afleveringen

### Seizoen 1 (2019)
| Nr. in serie | Nr. in seizoen | Titel                                                           | Regie             | Scenario                  | Releasedatum Apple TV+ |
| 1            | 1              | "In the Dark Night of the Soul It’s Always 3:30 in the Morning" | Mimi Leder        | Kerry Ehrin, Jay Carson   | 1 november 2019        |
| 2            | 2              | "A Seat at the Table"                                           | Mimi Leder        | Kerry Ehrin, Jay Carson   | 1 november 2019        |
| 3            | 3              | "Chaos is the New Cocaine"                                      | David Frankel     | Erica Lipez               | 1 november 2019        |
| 4            | 4              | "That Woman"                                                    | Lynn Shelton      | Adam Milch                | 8 november 2019        |
| 5            | 5              | "No One's Gonna Harm You, Not While I'm Around"                 | David Frankel     | Torrey Speer              | 15 november 2019       |
| 6            | 6              | "The Pendulum Swings"                                           | Tucker Gates      | Kristen Layden            | 22 november 2019       |
| 7            | 7              | "Open Waters"                                                   | Roxann Dawson     | Jeff Augustin             | 29 november 2019       |
| 8            | 8              | "Lonely at the Top"                                             | Michelle MacLaren | JC Lee                    | 6 december 2019        |
| 9            | 9              | "Play the Queen"                                                | Kevin Bray        | Erica Lipez, Ali Vingiano | 13 december 2019       |
| 10           | 10             | "The Interview"                                                 | Mimi Leder        | Kerry Ehrin               | 20 december 2019       |

### Seizoen 2 (2021)
| Nr. in serie | Nr. in seizoen | Titel                    | Regie               | Scenario                             | Releasedatum Apple TV+ |
| 11           | 1              | "My Least Favorite Year" | Mimi Leder          | Erica Lipez, Adam Milch, Kerry Ehrin | 17 september 2021      |
| 12           | 2              | "It's Like The Flu"      | Mimi Leder          | Torrey Speer, Kristen Layden         | 23 september 2021      |
| 13           | 3              | "Laura"                  | Lesli Linka Glatter | Brian Chamberlayne, Jeff Augustin    | 1 oktober 2021         |
| 14           | 4              | "Kill the Fatted Calf"   | Jessica Yu          | Ali Vingiano, Scott Troy             | 8 oktober 2021         |
| 15           | 5              | "Ghosts"                 | Tucker Gates        | Erica Lipez, Adam Milch              | 15 oktober 2021        |
| 16           | 6              | "A Private Person"       | Rachel Morrison     | Torrey Speer, Stacy Osei-Kuffour     | 22 oktober 2021        |
| 17           | 7              | "La Amara Vita"          | Mimi Leder          | Kerry Ehrin, Scott Troy              | 29 oktober 2021        |
| 18           | 8              | "Confirmations"          | Victoria Mahoney    | Brian Chamberlayne, Ali Vingiano     | 5 november 2021        |
| 19           | 9              | "Testimony"              | Miguel Arteta       | Scott Troy, Justin Matthews          | 12 november 2021       |
| 20           | 10             | "Fever"                  | Mimi Leder          | Kerry Ehrin                          | 19 november 2021       |

## Prijzen
Emmy Award
- Beste acteur in een bijrol (drama) – Billy Crudup: 2020

Screen Actors Guild Award
- Beste actrice (dramaserie) – Jennifer Aniston: 2020

Critics' Choice Award
- Beste acteur in een bijrol (drama) – Billy Crudup: 2020